# Alexandra Benado
Pour les articles homonymes, voir Benado.
Benado  Vergara est un nom espagnol. Le premier nom de famille, en général paternel, est Benado ; le second, en général maternel, souvent omis, est Vergara.
Alexandra Benado Vergara (Stockholm, 11 mai 1976) est une femme politique, professeure, militante LGBT et ancienne joueuse de football chilienne. Depuis le 11 mars 2022, elle est ministre du Sport au sein du gouvernement de Gabriel Boric,.

## Biographie
Elle naît en 1976 à Stockholm (Suède) : ses parents sont José Miguel Benado Medvinsky et Lucía Vergara Valenzuela. Sa mère est une militante du Mouvement de la gauche Révolutionnaire (MIR), assassinée pendant la dictature militaire chilienne du général Augusto Pinochet, en 1983. Après son assassinat, la famille Benado déménage à Cuba,.
Alexandra Benado Vergara est licenciée en éducation et pédagogie en éducation physique, sports et récréation de l'Université Métropolitaine de Sciences de l'Éducation (UMCE), ainsi que candidate à magíster en éducation physique avec mention en administration et gestion.

### Carrière sportive
Sa première incursion dans le football a lieu dans la ville de Gradignan, dans le sud de la France: elle est l'une des deux filles qui font partie de l'équipe de foot de la localité.
Au début des années 1990, elle déménage au Chili, elle étudie au collège Rubén Darío de la Reina et commence à jouer au sein de l'équipe féminine du club Sportivo Milano de Colina.Elle rejoint ensuite le club Palestinino et est choisie pour intégrer l'équipe du Chili féminine de football : pour ses débuts, elle fait partie de la Jayalalitha Cup de 1994 à Madras, et est la joueuse la plus jeune du groupe (18 ans).
Elle participe au Sudamericano Femenino 1998 et prend sa retraite en 2003 après une blessure. Entre 2003 et 2008 elle se consacre à la direction technique de diverses équipes universitaires. Entre 2008 et 2009 elle est directrice technique de Club Deportes Provincial Osorno. Elle rejoint à nouveau l'équipe du Chili en 2008 sous la direction technique de Marta Tejedor, et elle la capitaine de l'équipe qui obtient la troisième place au Championnat Sudamericano Femenino 2010. Entre février 2012 et mars 2016, elle fait partie de la Commission de Foot Féminin de la FIFA, où elle est la seule représentante sud-américaine.

### Militantisme et carrière politique
Elle a été la coordinatrice exécutive et une membre de la table de travail du lieu de mémoire Londres 38.
En tant que militante LGBT, en décembre 2013 elle poursuit l'État chilien devant la Cour interaméricaine des droits de l'homme pour faire reconnaître la filiation de ses jumeaux — qu'elle élève avec sa compagne, Alejandra Gallo — et obtenir la reconnaissance juridique des familles homoparentales,,. Elles avaient précédemment présenté une ressource de protection devant la Cour d'Appel de Santiago.
Le 21 janvier 2022 elle est annoncée comme future ministre du Sport par l'alors président élu, Gabriel Boric. Elle prend ses fonctions e le 11 mars avec le début formel de la nouvelle administration,, et devient la première femme ouvertement lesbienne à diriger un ministère, avec Marco Antonio Ávila qui devient le premier ministre d'État dans l'histoire du Chili ouvertement gay.

## Polémiques

### Accusation de harcèlement au travail
Après sa nomination comme ministre du Sport en février 2022, d'anciens travailleurs de Londres 38 —la journaliste Lissette Fossa, le cinéaste Daniel Miranda et la communicante Andrea Ocampo— l'accusent publiquement de mauvais traitements et de harcèlement moral, ainsi que de ne pas disposer des compétences nécessaires pour la fonction. L'équipe du gouvernement de Gabriel Boric annonce une enquête, et le conseil directif de Londres 38 émet deux communiqués qui rejette toutes les accusations étant donné qu'il n'existe pas d'accusation formelle ni de preuve.

### Paiement d'heures supplémentaire à la municipalité de Providencia
Le 8 février 2022, une nouvelle accusation à son encontre est rendue publique, selon laquelle elle aurait perçu des paiements d'heures supplémentaires pour une période durant laquelle elle était en vacances, et alors qu'elle n'était employée que depuis un moins. Dans un entretien avec le quotidien La Tercera, elle signale qu'après avoir été informée qu'elle ne pouvait pas prendre des vacances elle a restitué l'argent correspondant ses semaines d'absence.